# Atentado na igreja de Saint-Étienne-du-Rouvray em 2016
Em 26 de julho de 2016, em Saint-Étienne-du-Rouvray, na Normandia, norte da França, dois terroristas do Estado Islâmico do Iraque e do Levante mataram o padre Jacques Hamel, de 86 anos (nascido em 1930 em Darnétal) na igreja local, durante a missa. Duas freiras e dois fiéis foram tomados como reféns, além do padre. Os atacantes foram mortos pela Brigada de Investigação e Intervenção da polícia de Ruão ao deixarem a igreja.